# Dolno Kăpinovo
Dolno Kăpinovo (bulgariska: Долно Къпиново) är ett distrikt i Bulgarien.   Det ligger i kommunen Obsjtina Kirkovo och regionen Kărdzjali, i den södra delen av landet, 230 km sydost om huvudstaden Sofia.